# 波斯頓 (阿肯色州)
波斯頓（英語：Boston）是位於美國阿肯色州麥迪遜縣的一個非建制地區。該地的面積和人口皆未知。

## 地理
波斯頓的座標為35°50′26″N 93°36′05″W / 35.84056°N 93.60139°W，而該地的平均海拔高度為710米（即2329英尺）。